# The Branded Four

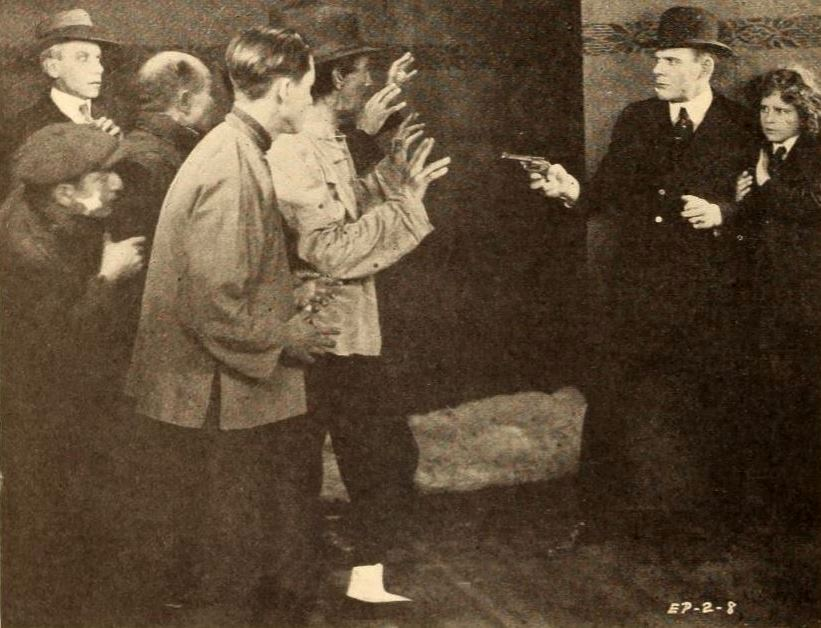
Seriado The Branded Four (1920) com Ben F. Wilson e Neva Gerber, episódio 2, p. 64 de 21 de agosto de 1920, Exhibitors Herald

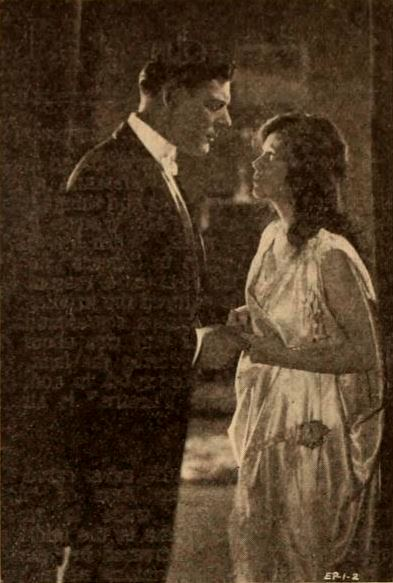
Seriado The Branded Four (1920) com Ben F. Wilson e Neva Gerber, episódio 1, p. 77 de 28 de agosto de 1920, Exhibitors Herald

The Branded Four é um seriado estadunidense de 1920, no gênero Ação, dirigido por Duke Worne, em 15 capítulos, estrelado por Ben F. Wilson e Neva Gerber. Foi o único seriado produzido pela Select Pictures Corporation e veiculou nos cinemas estadunidenses de 1 de agosto a 7 de novembro de 1920.
Este seriado é considerado perdido.

## Enredo
Neva Gerber interpreta Marion Leonard, uma das quatro jovens que foram marcadas no nascimento com uma misteriosa marca visível somente após atingir a maturidade. Quando decodificadas, as marcas estabeleceriam o paradeiro de um esconderijo de ouro, que as quatro iriam herdar. Um advogado (Ashton Dearholt), cobiçando o ouro, faz tudo para impedir que as quatro jovens encontrem o tesouro. A.B.C. Drake (Wilson), um famoso criminologista - que, no capítulo 15 derrota o vilão na inevitável luta final - ajuda Marion em sua missão. 

## Elenco
- Ben F. Wilson	 ...	A.B.C. Drake
- Neva Gerber	 ...	Marion Leonard
- Joseph W. Girard	 ...	Dr. Horatio Scraggs
- William Dyer	 ...	Advogado
- Ashton Dearholt	 ...	Mr. Leonard
- William A. Carroll	 ...	Jason
- Pansy Porter	 ...	Segunda Filha
- Golda Madden
- Hal Wilson

## Capítulos
1. A Strange Legacy
2. The Devil's Trap
3. Flames of Revenge
4. The Blade of Death
5. Fate's Pawn
6. The Hidden Cave
7. Shanghaied
8. Mutiny
9. The House of Doom
10. The Ray of Destruction
11. Buried Alive
12. Lost to the World
13. The Valley of Death
14. From the Sky
15. Sands of Torment